# Aristide Gavillot
Jean Claude Aristide Gavillot, né à Sens-sur-Seille, en Bresse (Saône-et-Loire) de Denis Gavillot, aubergiste, et Philiberte Cuaboz est un homme politique et homme de lettres français de la fin du XIXe et du début du XXe siècle, régisseur des propriétés du duc Louis Marie Joseph d'Aumont (1809-1888) et son légataire universel.

## Œuvre
- Essai sur les droits des Européens en Turquie et en Égypte; les capitulations et la réforme judiciaire
- La Juridiction et les tribunaux mixtes. Renouvellement de la période quinquennale
- Requête à monsieur l'agent et consul général de France en Egypte et dépendances pour M. le duc d'Aumont et de Villequier [acquéreur de l'ancienne Salpêtrière du Vieux-Caire] contre le gouvernement égyptien